# The Crystal Ship
«The Crystal Ship» (en español: «El Barco de Cristal») es una canción (en tiempo de 4/4) de The Doors salida en su álbum homónimo.
Según dicen, Jim Morrison escribió esta canción en honor a su primer amor, Mary Werbelo, en 1964 cuando estaba rompiendo con ella, aunque John Densmore también lo ayudó en la letra.
Fue incluida como la tercera canción del disco The Doors, después de Soul Kitchen, y antes de Twentieth Century Fox. Considerada plenamente como una de las obras más psicodélicas en el sentido musical de la historia de The Doors.

## Trivia
En el juego Grand Theft Auto: San Andreas, Axl Rose (líder de Guns N'Roses) hace de DJ para una banda llamada Crystal Ship.
En la canción se pueden contemplar dos teclados, un piano y otro con efecto de órgano Hammond.

## Otras versiones
- Duran Duran
- Stone Temple Pilots
- La Cuca
- Mark Wilburn
- Nevermore